# ديفيد رايس (تنس)
ديفيد رايس (بالإنجليزية: David Rice)‏ مواليد 1989 في باكينغهامشير، هو لاعب كرة مضرب بريطاني يلعب باليد اليمنى. أعلى تصنيف له في الفردي كان المركز الـ 283 في سنة 2014. أعلى تصنيف له في الزوجي كان المركز الـ 177 في سنة 2013.

## روابط خارجية
- ديفيد رايس على موقع رابطة محترفي التنس (الإنجليزية)
- ديفيد رايس على موقع الاتحاد الدولي لكرة المضرب (الإنجليزية)
- ديفيد رايس على موقع خلاصة التنس.كوم (الإنجليزية)
- ديفيد رايس على موقع إي إس بي إن.كوم (الإنجليزية)